# هایک میرزایانس
هایک میرزایانس (انگلیسی: Hayk Mirzayans) حشره‌شناس ایرانی ارمنی‌تبار بود. او در شهر قزوین به دنیا آمد و تحصیلات خود را تا دیپلم در آنجا به اتمام رساند. هایک میرزایانس در سال ۱۳۲۴ خورشیدی در رشته کشاورزی در دانشگاه تهران فارغ تحصیل گردید. او تألیفات متعددی در خصوص حشره‌شناسی داشته‌است. هایک میرزایانس به جمع‌آوری و شناسایی حشرات ایران می‌پرداخت. تخصص اصلی او شناسایی و رده‌بندی ملخ‌ها و به عبارت درست‌تر راست بالان بود.